# Сук, Эва Мария
Эва Мария Сук (исп. Eva María Zuk, собственно Эва Мария Жук, пол. Ewa Maria Żuk; 6 января 1946, Лодзь — 27 февраля 2017, Мехико) — венесуэльско-мексиканская пианистка польского происхождения.
Дочь музыкантов. В возрасте восьми месяцев была увезена семьёй из Польши и выросла в Венесуэле. Начала учиться музыке в Каракасе у своих родителей. В возрасте десяти лет дебютировала с Симфоническим оркестром Венесуэлы. Затем училась в Джульярдской школе у Розины Левиной и Эдуарда Штейермана. В 1965 году была в числе финалистов Международного конкурса пианистов имени Шопена; в 1968 году вошла в финал Конкурса имени королевы Елизаветы.
В молодые годы особенно увлекалась музыкой Фридерика Шопена. В дальнейшем заинтересовалась мексиканской музыкой, в 1965—1983 гг. была замужем за дирижёром Энрике Батисом. С 1971 г. жила преимущественно в Мексике, в 1994 году оформила мексиканское гражданство. Особенно много работала с произведениями Мануэля Понсе, Рикардо Кастро и Фелипе Вильянуэвы.
Сын — мексиканский финансист Энрике Эухенио Батис Сук.